# Pia Lykke
Pia Lykke, född 18 januari 1975, är en norsk programledare, TV-producent och manusförfattare.
Sedan år 2011 har hon varit programledare för TV-Norge-programmet Hvem kan slå Aamodt og Kjus?. Hon är barnbarn till den före detta norska statsministern Ivar Lykke. Pia Lykke ledde tillsammans med Adam Alsing Big Brother 2014 på Kanal9 i Sverige och FEM i norsk television.